# Knippolder
De Knippolder is een polder en een voormalig waterschap in de Nederlandse provincie Zuid-Holland, in de gemeente Voorschoten.
Het waterschap was verantwoordelijk voor de vervening, drooglegging en de waterhuishouding in de gelijknamige polder.
De polder grenst in het noorden aan de Starrenburgerpolder en in het zuiden aan de Oostbosch Polder. In het oosten grenst de polder aan de Vliet.